# Adaptación hedónica
La adaptación hedónica, también conocida como rueda hedónica (del inglés hedonic treadmill), o cinta del placer (del portugués esteira hedônica) es una tendencia observada en la psicología por la que los humanos siempre retornan a un estado relativamente estable de felicidad después de sufrir importantes cambios positivos o negativos en su vida. En otras palabras, a medida que una persona obtiene logros, objetivos o comodidades, sus deseos y expectativas crecen al mismo ritmo, dejándole con el mismo nivel de felicidad que tenía al principio. El término fue acuñado por Philip Brickman y Donald T. Campbell en su ensayo de 1971 "Hedonic Relativism and Planning the Good Society".

## Concepto
La adaptación hedónica es un proceso o mecanismo que regula hacia un estado elemental el impacto afectivo de eventos emocionales. Implica la existencia de un punto inicial de felicidad alrededor del cual los humanos orbitan de manera constante a lo largo de sus vidas, independientemente de los eventos vitales que el entorno les proporcione. Este proceso amerita la metáfora de una rueda de molino, ya que, sin importar cuánto uno intente obtener una ganancia de felicidad, volverá a encontrarse en el mismo lugar de partida.
Este fenómeno puede ocurrir de varias maneras. Por lo general, el proceso trae cambios cognitivos, como fluctuaciones en los valores, las metas, la atención o la interpretación de una situación, lo cual tiene su reflejo en los procesos neuroquímicos cerebrales, que desensibilizan cada nueva senda hedónica sobreestimulada. También puede suceder debido a la tendencia humana a construir elaboradas racionalizaciones para no pensar en sí mismos como personas favorecidas por las circunstancias.